# Molodohwardijsk
Molodohwardijsk (ukrainisch Молодогвардійськ; russisch Молодогвардейск Molodogwardeisk) ist eine im Donezbecken gelegene Stadt in der Oblast Luhansk im Osten der Ukraine.

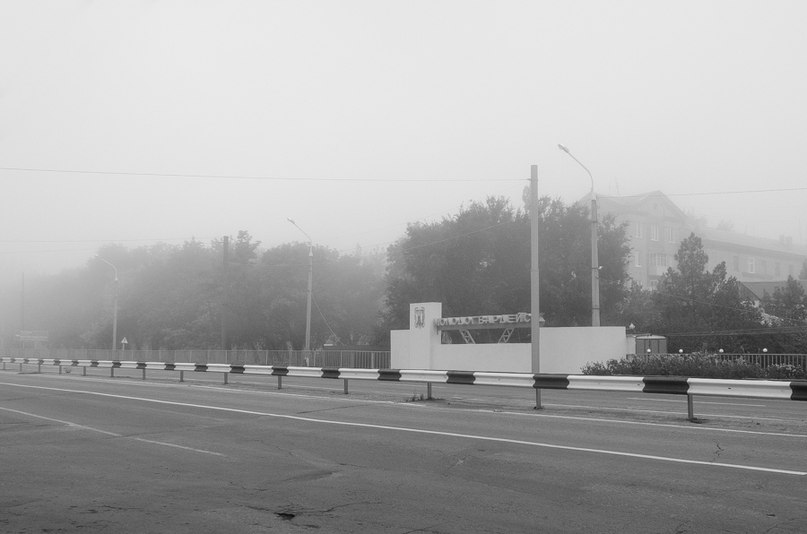
Straße im Ort

Die Stadt, deren wichtigster Wirtschaftszweig die Kohlegewinnung darstellt, hat 23.000 Einwohner (2016).

Flagge von Molodohwardijsk

Die 1954 gegründete Stadt ist nach der Widerstandsgruppe "Junge Garde" (Молода гвардія) benannt, deren Wirken vom sowjetischen Schriftsteller Alexander Fadejew in gleichnamigen Roman beschrieben wurde. 1961 erhielt sie den Status einer Stadt.
Seit Sommer 2014 ist die Stadt im Verlauf des Ukrainekrieges durch Separatisten der Volksrepublik Lugansk besetzt.

## Geographie
Molodohwardijsk liegt 38 km südöstlich vom Oblastzentrum Luhansk und gehört administrativ zu Krasnodon, das in 5 km südöstlicher Richtung über die Fernstraße M 04 / E 50 zu erreichen ist. Zusammen mit dem Dorf Nowosimejkine (ukrainisch Новосімейкіне ), das zum Stadtgebiet zählt, hat die Stadt eine Fläche von 3,25 km².
Seit 1987 ist Molodohwardijsk mit Krasnodon über eine Oberleitungsbusstrecke verbunden.

## Bevölkerungsentwicklung
| 1970   | 1979   | 1989   | 2001   | 2005   | 2016   |
| ------ | ------ | ------ | ------ | ------ | ------ |
| 21.846 | 27.395 | 31.766 | 25.528 | 24.716 | 22.927 |

Quelle: ;

## Persönlichkeiten
- Wolodymyr Schazkych (* 1981), ukrainischer Ringer